# Andriivka, Berdeansk
Andriivka (în ucraineană Андріївка) este o așezare de tip urban din raionul Berdeansk, regiunea Zaporijjea, Ucraina. În afara localității principale, mai cuprinde și satele Dahno, Ivanivka, Novosilske, Sahno, Sofiivka și Uspenivka.

## Demografie
Componența lingvistică a așezării de tip urban Andriivka
     Ucraineană (91,41%)
     Rusă (7,92%)
     Alte limbi (0,39%)
Conform recensământului din 2001, majoritatea populației așezării de tip urban Andriivka era vorbitoare de ucraineană (91,41%), existând în minoritate și vorbitori de rusă (7,92%).